# Louis St. Laurent
Louis Stephen St. Laurent (ur. 1 lutego 1882 w Compton w Quebecu, zm. 25 lipca 1973 w Québecu) – kanadyjski prawnik i polityk, premier Kanady z ramienia Partii Liberalnej w okresie od 15 listopada 1948 do 21 czerwca 1957.
Od 1905 roku adwokat, od 1914 roku profesor prawa na Uniwersytecie Lavala. Od 1941 roku minister sprawiedliwości w rządzie Williama Lyona Mackenziego Kinga, stał się jego głównym współpracownikiem. Od 1946 roku minister spraw zagranicznych, w 1948 roku został przewodniczącym Partii Liberalnej i premierem Kanady.
Czas rządów St. Laurenta to okres rozwoju gospodarczego Kanady, reform społecznych, dalszego uniezależniania się od Wielkiej Brytanii oraz działalności Kanady jako międzynarodowego rozjemcy.
Po porażce w wyborach w 1957 roku utracił fotel premiera. W 1958 roku zrezygnował z przewodniczenia Partii Liberalnej i powrócił do wykonywania zawodu adwokata.

## Dzieciństwo i młodość
Syn Jean-Bapitste-Mod’se St. Laurenta, sklepikarza, i jego żony Mary Anne Broderick, nauczycielki, córki irlandzkich imigrantów. Louis-Stephen był najstarszym spośród ich siedmiorga dzieci. Zarówno rodzina jego ojca, jak i matki były katolickie. W domu (ze względu na matkę) posługiwano się językiem angielskim.
Louis-Stephan uczęszczał początkowo do miejscowej francuskiej szkoły. W 1896 roku opuścił rodzinne Compton i rozpoczął naukę na dwujęzycznym Séminaire Saint-Charles-Borromée w Sherbrooke. Ukończył je w 1902 roku. Wprawdzie jego rodzice spodziewali się, że zostanie księdzem, Louis-Stephan St. Laurent zdecydował się na studia prawnicze na Uniwersytecie Laval. Skończył je z wyróżnieniem w 1905 roku. Po studiach pracował w biurze prawnika Louisa-Philippe’a Pelletiera.

## Kariera prawnicza
W 1906 roku poznał Jeanne Renault, córkę kupców z Beauceville. Para pobrała się w 1908 roku. Doczekała się piątki dzieci (dwóch synów i trzech córek).
Żona St. Laurenta była przyzwyczajona do wygodnego życia, dlatego ten zrezygnował z pracy w biurze prawnym i na początku 1909 roku założył spółkę z prawnikiem Antoninem Galipeaultem. Gdy w lutym 1909 Gallipeault został wybrany do Zgromadzenia Ustawodawczego, St. Laurent przejął większość spraw w firmie. Wyspecjalizował się w prawie handlowym.
W 1914 roku objął katedrę prawa na Laval University. W 1923 roku rozpadła się spółka St. Laurenta i coraz bardziej zajętego polityką Galipeaulta, ten pierwszy kontynuował działalność adwokacką. W latach 1930–1932 był prezydentem Canadian Bar Association.
Mimo liberalnych sympatii, St. Laurent w drugiej i trzeciej dekadzie XX wieku niezbyt angażował się w działalność Partii Liberalnej. W latach 30. XX wieku często zabierał głos w kwestiach narodowościowych, stając przeciwko francuskim Kanadyjczykom jak Abbé Lionel Groulx, oskarżających obcych (Anglików i Żydów) o negatywny wpływ na quebecką gospodarkę.
W styczniu 1936 roku został doradcą w liberalnym rządzie Williama Lyona Mackenziego Kinga. Od 1937 roku był doradcą Komisji Rowella-Siroisa.

## Minister w rządzie Mackenziego Kinga (1941-1948)
W listopadzie 1941 roku zmarł Ernest Lapointe, minister sprawiedliwości. Premier William Lyon Mackenzie King chciał powierzyć zwolnione stanowisko osobie związanej z Quebec. Wybór padł na Adélarda Godbouta, ale ten odmówił. Wówczas Mackenzie za radą Pierre’a Cardina, ministra transportu, i kardynała Jean-Marie-Rodrigue Villeneuve’a zaoferował 5 grudnia 1941 roku stanowisko ministra sprawiedliwości Louisowi St. Laurentowi. Ten przyjął propozycję i 10 grudnia tego roku został zaprzysiężony. Krótko potem St. Laurent jako kandydat Partii Liberalnej wygrał wybory uzupełniających do kanadyjskiej Izby Gmin, które odbyły się 5 lutego 1942 roku w okręgu Quebec West. Po dymisji Pierre’a Cardina St. Laurent stał się najważniejszym ministrem z Quebecu w rządzie Mackenziego Kinga.
W tym czasie głównym problemem rządu była kwestia wysłania poborowych z Quebecu poza granice Kanady. Mieszkańcy Quebecu w referendum z kwietnia 1942 roku sprzeciwili się takiemu rozwiązaniu. St. Laurent też starał się tego uniknąć, jeszcze 30 października 1944 roku zapewniał, że nie ma takiej możliwości. Pod wpływem działań wojennych i widząc, że premier Mackenzie King zrobił już wszystko, by uniknąć wysłania poborowych z Quebecu do Europy, zmienił zdanie w tej kwestii. Stanowisko St. Laurenta, najważniejszego ministra z Quebecu, wpłynęła na Mackenziego Kinga, który 22 listopada 1944 wystąpił do parlamentu z wnioskiem o zezwolenie na wysłanie do Europy oddziałów obrony lokalnej (NRMA). Wniosek ten został przyjęty.
W 1944 roku St. Laurent uczestniczył w konferencji w Bretton Woods, na której powołano Międzynarodowy Fundusz Walutowy. W 1945 roku wraz z premierem Mackenzim brał udział w konferencji w San Francisco, na której powołano Organizację Narodów Zjednoczonych. 4 września 1946 roku został ministrem spraw zagranicznych.
W 1946 roku podjął pomysł przyłączenia Nowej Fundlandii do Konfederacji Kanadyjskiej. W przeprowadzonym 22 lipca 1947 roku referendum 53% mieszkańców Nowej Fundlandii opowiedziała się za przyłączeniem.
7 sierpnia 1948 roku na konwencji Partii Liberalnej Mackenzie King zrezygnował z przewodniczenia partii. Jego następcą został wybrany St. Laurent, który pokonał w wyborach C. G. Powera i ministra rolnictwa Jamesa Garfielda Gardinera.

## Premier
15 listopada 1948 roku William Lyon Mackenzie King ustąpił ze stanowiska premiera, które objął Louis St. Laurent. W czasie kampanii wyborczej w 1949 roku dał się poznać jako człowiek o sporym wdzięku osobistym; zyskał nawet dobrotliwy przydomek „Wuja Louisa” (Uncle Louis). W wyborach z dnia 27 czerwca 1949 roku liberałowie pod wodzą St. Laurena odnieśli zdecydowane zwycięstwo. Zdobyli 193 z 262 lub 190 z 262 miejsc w parlamencie. Wygrali również w wyborach z 1953 roku.
Za czasów St. Laurenta, ze względu na znaczną przewagę liberałów w parlamencie, opozycja została pozbawiona praktycznego znaczenia, a parlament stał się „maszynką do głosowania”.

### Polityka wewnętrzna
Pierwszym sukcesem rządu St. Laurenta było przystąpienie Nowej Fundlandii do Konfederacji Kanadyjskiej, co nastąpiło 31 marca 1949 roku.
Rządy St. Laurenta to okres rozwoju gospodarczego Kanady. Od końca lat 40. XX wieku szybko rozwijały się przemysł, górnictwo i wydobycie ropy naftowej. W 1950 roku rozpoczęto budowę autostrady transkanadyjskiej, a w 1952 roku reaktora jądrowego ciężkowodrowego CANDU (CANdanadian Deuterium Uranium). W 1954 zaczęto prace nad regulacją rzeki Świętego Wawrzyńca. W 1956 roku parlament kanadyjski, pod naciskiem rządu St. Laurenta, poparł niepopularny plan budowy gazociągu z Alberty do prowincji wschodnich.
Rząd St. Laurenta przeprowadzał reformy społeczne. W 1951 roku wprowadzono ogólnokrajowy system rent i emerytur (Old Age Security Act). Po kilku latach negocjacji z prowincjami w 1957 roku weszło w życie prawo o powszechnej opiece zdrowotnej.
Stopniowo Kanada uniezależniała się od Wielkiej Brytanii. W 1949 roku zniesiono apelację do Tajnej Rady (Privil Council), dzięki czemu Sąd Najwyższy Kanady stał się ostatecznym sądem apelacyjnym. W tym samym roku kanadyjski parlament otrzymał prawo wprowadzania poprawek do Ustawa o Brytyjskiej Ameryce Północnej (British North America Act).

### Polityka zagraniczna
Jako premierowi przypadło St. Laurentowi przeprowadzić Kanadę przez okres powojenny i czas największego nasilenia zimnej wojny. Krótko po wybuchu afery Igora Guzenki (1945) zostały zamrożone stosunki dyplomatyczne między Kanadą a Związkiem Socjalistycznych Republik Radzieckich. Stan taki utrzymywał się do 1953 roku.
St. Laurent szukał zbliżenia ze Stanami Zjednoczonymi. W 1949 roku Kanada została członkiem założycielem NATO. We wrześniu 1950 roku przystąpiła po stronie USA do wojny koreańskiej.
Z czasem Kanada zaczęła odgrywać rolę międzynarodowego rozjemcy. Lester B. Pearson, minister spraw zagranicznych w rządzie St. Laurenta, doprowadził w 1953 roku do zawarcia rozejmu, kończącego wojnę koreańską. W 1954 roku Kanada została zaproszona do komisji rozjemczej w Indochinach. Rząd St. Laurenta miał olbrzymi udział w zażegnaniu kryzysu sueskiego w 1956 roku.

## Wybory w 1957
W wyborach 10 czerwca 1957 roku sukces odniosła Partia Konserwatywna, zdobywając 112 mandatów przy 105 mandatach dla Partii Liberalnej. Do porażki liberałów przyczynił się koniec gospodarczej prosperity, wzrost bezrobocia i deficytu budżetowego oraz niepopularna budowa gazociągu transkanadyjskiego.
21 czerwca 1957 roku rząd St. Laurenta podał się do dymisji, a premierem został John Diefenbaker, przywódca konserwatystów.
St. Laurent został w ten sposób liderem opozycji. Pozostał nim do stycznia 1958 roku, kiedy to zrezygnował ze stanowiska przewodniczącego Partii Liberalnej.

## Działalność po 1957
Po wycofaniu się z polityki Louis St. Laurent wrócił do zawodu adwokata. Okazjonalnie pojawiał się publicznie jak na bankiecie z okazji wizyty Charles’a de Gaulle’a w Quebecu w 1967 roku. W tym samym roku otrzymał Order Kanady (Order of Canada), najwyższe odznaczenie państwowe w Kanadzie.
Owdowiał w 1966 roku. W 1972 roku wycofał się z zawodu, przekazując firmę swojemu synowi Renaultowi-Stephenowi. Zmarł 25 lipca 1973 w Québecu. Został pochowany na St. Thomas Aquinas Cemetery w rodzinnym Compton.